# برايان هوارث
برايان هوارث (بالإنجليزية: Brian Howarth)‏ هو مهندس بريطاني، ولد في 1953 في بلاكبول في المملكة المتحدة.